# Stekelig langdraadwatje
Het stekelig langdraadwatje (Hemitrichia intorta) is een slijmzwam uit de familie Trichiidae. Het leeft saprotroof op dood loofhout.

## Kenmerken

### Uiterlijke kenmerken
De sporocarpen zijn zittend of hebben een korte steel, 1 – 1,5 mm hoog. Sporotheca van 0,3 – 0,7 mm diameter en geel-oker van kleur. De steel is korter dan de diameter van de sporotheca. Het peridium is dun en vliesachtig, met kleine papillen aan de binnenkant.

### Microscopische kenermken
De sporen zijn bolvormig tot subbolvormig meten 7,8 ‒ 9,9 (‒ 10) × (8 ‒) 8,2 ‒ 10 µm (Q-avg is 1,04). De elateren zijn voorzien met spiraalvormige banden met overvloedige stekels. Het capillitium bestaat uit licht vertakte geelachtige filamenten van 4 – 5 µm diameter, zonder vrije uiteinden.

## Verspreiding
In Nederland komt het stekelig langdraadwatje uiterst zeldzaam voor.